# داسکوت
داسکوت (به بلغاری: Daskot) یک منطقهٔ مسکونی در بلغارستان است که در استان ولیکو تارنوو واقع شده‌است.
 داسکوت ۳۱٬۴۳۶ کیلومتر مربع مساحت و ۵۵۰ نفر جمعیت دارد و ۲۲۰ متر بالاتر از سطح دریا واقع شده‌است.